# Cantó de Bedarius

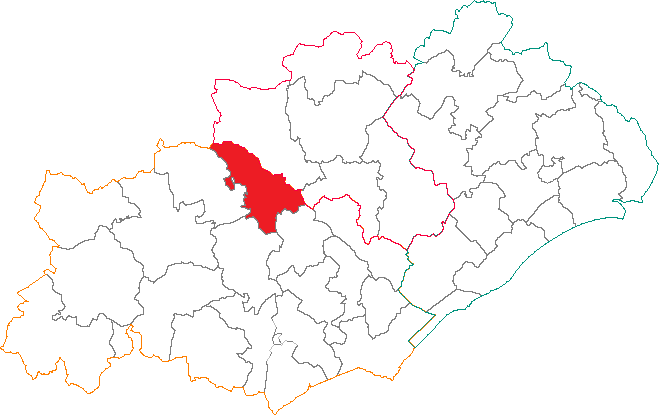
El cantó de Bedarius a l'Erau

El cantó de Bedarius és un cantó francès del departament de l'Erau, a la regió del Llenguadoc-Rosselló. Forma part del districte de Besiers, té 9 municipis i el cap cantonal és Bedarius.

## Municipis
- Bedarius
- Camplong
- Carlencaç e Levaç
- Faugièiras
- Graisseçac
- Pesena de las Minas
- Lo Pradal
- Sant Estève d'Estrechós
- La Torre d'Òrb